# Soportújar
Soportújar er en by og kommune i det sydøstlige Spanien i provinsen Granada. Den har et indbyggertal på 278 (2024) indbyggere.